# Insufficienza polmonare
Per  insufficienza polmonare in campo medico, si intende il manifestarsi del reflusso dal tronco polmonare nel ventricolo destro, dovuto ad un'anomalia della valvola polmonare, una delle quattro valvole cardiache. Tale scompenso porta ad un lavoro maggiore per il muscolo cardiaco.

## Sintomatologia
I sintomi e i segni clinici sono di difficile individuazione per colpa delle complicanze. Durante gli esami si possono riscontratre presenza di soffi cardiaci.

## Eziologia
La causa più frequente di tale insufficienza è un'anomalia congenita, a volte un'altra causa è l'endocardite infettiva che può colpire una qualunque delle valvole.

## Esami
Molti esami si utilizzano per valutare al meglio la valvulopatia:
- Radiografia del torace, dove si riscontra un ingrossamento del ventricolo destro e dell'arteria polmonare;
- Angiografia coronarica
- ECG, che indica normalmente la presenza di un lavoro eccezionale del ventricolo destro.
- Ecocardiografia, viene mostrata un ingrossamento del ventricolo destro
- Risonanza magnetica, questo esame valuta la gravità della dilatazione del ventricolo destro

## Terapie
Il trattamento farmaceutico consiste nella somministrazione di glicosidi ove necessitano, il trattamento chirurgico necessita raramente.